# Starman
«Starman» — сингл Девіда Бові, що вийшов у квітні 1972 року. Пісня ввійшла до альбому The Rise and Fall of Ziggy Stardust and the Spiders from Mars перед його випуском, завдяки наполегливості співробітника RCA Records Денніса Катца, який почув демозапис і полюбив пісню, вірячи, що вона може стати відмінним хітом.  Пісня на альбомі замінила кавер-версію старого рок-н-ролу Чака Беррі Round and Round.

## Музика і текст
Текст описує Зіггі Стардаста, що приносить через радіо надію молоді Землі, спасіння, обіцяне інопланетною «Зоряною людиною» (англ.  Starman). Історія розповідається з точки зору одного з молодих людей, які слухають Зіггі. Згідно зі словами Девіда Бові, сказаним ним в інтерв'ю журналу Rolling Stone в 1973 році, Зіггі Стардаст не є цим «Старменом», він - його посланник на Землі — всупереч поширеній думці, що Зіггі — інопланетянин. Пісня надихнула різні інтерпретації — від натяків на друге пришестя Христа до точного передбачення сюжету фільму «Близькі контакти третього ступеня» (1977 рік).
Музика пісні — м'який поп-рок, не відрізняється за стилем від попереднього альбому Бові Hunky Dory. Мелодія приспіву нагадує мелодію пісні Гарольда Арлена Somewhere Over the Rainbow з кінофільму «Чарівник країни Оз».
Інші пісні, що можливо, зробили вплив на Starman — композиції T. Rex Telegram Sam та Hot Love, а також пісня авторського тріо Holland–Dozier–Holland You Keep Me Hangin' On.

## Реліз і подальша доля
З комерційної точки зору, Starman був важливою віхою в кар'єрі Боуї, його першим успішним хітом після синглу трирічної давності Space Oddity. Критики NME Рой Карр і Чарльз Мюррей писали, що «багато хто думав, що це був його перший запис після Space Oddity», і припускали, що це було продовження цього більш раннього синглу.
Продажі синглу спочатку були досить скромними, проте пісня отримала багато позитивних відгуків — Джон Піл, наприклад, назвав її «класикою, перлиною». Поворотним моментом став виступ Боуї на Top of the Pops у липні 1972 року (цей виступ часто називається першим виконанням Starman на британському телебаченні, однак, це не так; пісня була виконана на шоу Lift Off With Ayshea за три тижні до того). Виступ Боуї разом з «Павуками з Марса» став широко відомим, згідно з Девідом Баклі «багато фанатів датують своє звернення до Боуї саме цією його появою на Top of the Pops». Зіггі Стардаст допоміг досягти синглу десятого місця в чартах, а альбому, випущеного місяцем раніше — п'ятого. Сингл залишався в чартах Британії протягом 11 тижнів. У США він досяг 65 місця.
У лютому 1999 року журнал Q за результатами читацького голосування заніс сингл до списку 100 найбільших синглів.
Ввійшов до саундтреку фільму Рідлі Скотта «Марсіанин» (2015).

## Учасники запису
- Продюсери:
  - Кен Скотт
  - Девід Боуї
- Музиканти:
  - Девід Боуї: вокал, акустична гітара
  - Мік Ронсон: лід-гітара, піаніно
  - Тревор Болдер: бас-гітара
  - Мік Вудмансі: ударні